# Nowa Fala (literatura polska)
Nowa Fala – formacja poetycka obecna w polskim życiu literackim w latach 1968–1976.

## Geneza pokolenia
Nowa Fala skupiała poetów debiutujących w II połowie lat 60., dla których przeżyciem pokoleniowym był Marzec 1968 i Grudzień 1970. Czasami bywa nazywana także Pokoleniem '68, chociaż niektórzy krytycy literatury uważają pojęcie Pokolenia '68 za pojęcie szersze, obejmując nim także tak odrębne w stosunku do Nowej Fali grupy, jak Konfederacja Nowego Romantyzmu, grupa „Tylicz”, grupa „Kontekst”, Grupa 848 i inne, aktywne w tym samym okresie.
Do uformowania się Nowej Fali doprowadziły organizowane staraniem grupy krakowskiej zjazdy w Cieszynie. Pierwszy odbył się w 1971, ostatni, nieformalny, w 1973.
Za datę graniczną istnienia Nowej Fali jako formacji, przyjmuje się rok 1976, uznawany także za początek funkcjonowania drugiego obiegu.

## Członkowie
Ośrodkiem, wokół którego zaczęło się skupiać środowisko nazwane później Nową Falą, była krakowska grupa „Teraz”, do której należeli:
- Wit Jaworski,
- Julian Kornhauser,
- Jerzy Kronhold,
- Stanisław Stabro,
- Adam Zagajewski,
- Paweł Heszen
- Jerzy Piątkowski

Dołączyli do niej z czasem poeci z innych ośrodków:
Poznań, grupa „Próby”
- Stanisław Barańczak,
- Ryszard Krynicki.

Warszawa
- Krzysztof Karasek,
- Jarosław Markiewicz,
- Leszek Szaruga.

Łódź
- Jacek Bierezin,
- Zdzisław Jaskuła,
- Witold Sułkowski

Wrocław
- Lothar Herbst,
- Marianna Bocian.

## Publikacje
Główną trybuną nowej formacji stało się założone w 1967 roku krakowskie pismo „Student”, ale wypowiedzi programowe jej członków ukazywały się w całej prasie literackiej, m.in. w:
- „Współczesności”,
- „Życiu Literackim”,
- „Nurcie”,
- „Miesięczniku Literackim”.

## Program i twórczość
Podstawowym elementem sprawiającym, że Nowa Fala występowała i była postrzegana jako jedna grupa, była postawa buntu wobec literatury zastanej – przede wszystkim wobec bezpośrednich poprzedników, czyli Orientacji Poetyckiej Hybrydy. Krytycznie oceniano jednak także poetów pokolenia „Współczesności”. Wynikało to z faktu, że jednym z ważnych dla pokolenia haseł, co znalazło swoje odbicie w tytule programowej książki Kornhausera i Zagajewskiego, był postulat literackiego rozpoznania rzeczywistości. Podstawowym zarzutem wobec dotychczasowej literatury powojennej było to, że tego postulatu nie spełniła, że uznawała współczesną sobie rzeczywistość lat 60. i 70. za tworzywo siebie niegodne, nie umiała pokazać jej inaczej niż w groteskowej lub zdegradowanej formie. Stąd krytyka sztuki eskapistycznej, sztuki estetyzującej.
Głosząc postulat „nienaiwnego realizmu” (określenie Kornhausera), Nowa Fala nie zanotowała jednak wybitnych osiągnięć w powieści, choć niektórzy z twórców do niej należących podejmowali próby w tej dziedzinie. Pozostała przede wszystkim generacją poetycką, której poetykę oprotestowała w 1974 gdańska grupa poetycka POETARIAT, składająca się z członków Koła Młodych przy Gdańskim Oddziale Związku Literatów Polskich (Selim Chazbijewicz, Jerzy Henryk Kamrowski i Piotr Kawiecki).
Nowofalowcy nie wypracowali jednolitej poetyki, aczkolwiek daje się odnaleźć w ich wierszach pewien zestaw charakterystycznych, powtarzających się elementów. Do najważniejszych z nich należało wykorzystywanie jako tworzywa poetyckiego „słowa cudzego” – zwrotów charakterystycznych dla języka gazety, pism oficjalnych, ankiet urzędowych, języka ulicy. Zwroty te stają się przedmiotem zabiegów poetyckich charakterystycznych dla poezji lingwistycznej, której tradycję podjęła część poetów nowofalowych (zwłaszcza Barańczak i Krynicki). W przeciwieństwie jednak do takich twórców jak Miron Białoszewski, Tymoteusz Karpowicz, Witold Wirpsza czy Zbigniew Bieńkowski, poetów Nowej Fali nie tyle interesowały eksperymenty badające możliwości i ograniczenia języka jako takiego, co społeczne użycia mowy – analiza oficjalnego i mniej oficjalnego języka PRL-u. Wiązało się to z faktem, że ważnym elementem przeżycia pokoleniowego, jakim był dla tej generacji Marzec 68, było doświadczenie brutalnego manipulowania językiem. Zniewolenie języka odbierane było jako jeden z elementów ogólnego zniewolenia. Dlatego język stał się jednym z ważniejszych tematów twórczości nowofalowej, kluczowym elementem świata przedstawionego. Często tworzył ciąg skojarzeń z innymi słowami-kluczami: prawda, oddech.
Świat przedstawiony tej poezji to często, zgodnie z teoretycznymi postulatami, świat współczesnej poetom rzeczywistości – łącznie ze wszystkimi niepoetyckimi jej elementami. Związek z rzeczywistością podkreślany jest dodatkowo umieszczaniem w wierszach konkretnych dat, określaniem miejsc. Stąd dla podkreślenia elementów łączących poezję Nowej Fali i wyróżniających ją zarazem na tle twórczości innych poetów, bywa czasem używane określenie „nowofalowy wiersz publicystyczny” (Dariusz Pawelec). Jego elementy obecne są także w wierszach, które reprezentują charakterystyczną, choć nie powszechną dla nowofalowców poetykę „peiperowskiego układu rozkwitania”. Stosowali ją przede wszystkim poeci sięgający do dorobku poezji lingwistycznej: Barańczak, Krynicki.
Około roku 1976 drogi poszczególnych twórców zaliczanych do Nowej Fali zaczęły się rozchodzić. Niektórzy z nich zaangażowali się w działalność opozycyjną i, objęci zapisem cenzorskim, publikowali wyłącznie lub prawie wyłącznie w drugim obiegu.